# جنگل‌آباد (قلعه‌گنج)
جنگل‌آباد، روستایی در دهستان قلعه‌گنج بخش مرکزی شهرستان قلعه‌گنج در استان کرمان ایران است.

## جمعیت
بر پایه سرشماری عمومی نفوس و مسکن در سال ۱۳۹۵، جمعیت این روستا برابر با ۱۹۹ نفر (۶۵ خانوار) بوده‌است.